# 4408 Злата Коруна
4408 Злата Коруна (енгл. 4408 Zlata Koruna) је астероид главног астероидног појаса чија средња удаљеност од Сунца износи 2,322 астрономских јединица (АЈ).
Апсолутна магнитуда астероида је 12,9.